# Karel Loula
Karel Loula (2. května 1854 Nespeky – 24. ledna 1932 Nespeky) byl rakouský a český statkář a politik, na přelomu 19. a 20. století poslanec Českého zemského sněmu a Říšské rady.

## Biografie
Studoval na české reálce v Praze a v roce 1873 absolvoval lesní ustav v Bělé. Převzal pak roku 1875 zemědělskou usedlost v Nespekách.
Koncem 19. století se uvádí jako delegát zemědělské rady a předseda hospodářského spolku. Byl rovněž členem okresní školní rady a okresním starostou v Benešově. Zastával taky funkci starosty rodných Nespek.
Koncem 80. let 19. století se zapojil i do zemské politiky. Ve volbách v roce 1889 byl zvolen v kurii venkovských obcí (volební obvod Tábor, Benešov, Neveklov, Vlašim) do Českého zemského sněmu. Politicky patřil k mladočeské straně. Mandát zde obhájil ve volbách v roce 1895 a volbách v roce 1901.
Zasedal také v Říšské radě (celostátní zákonodárný sbor), kam usedl ve volbách do Říšské rady roku 1897. Zastupoval kurii venkovských obcí, obvod Sedlčany, Milevsko, Benešov atd. Mandát zde obhájil ve volbách do Říšské rady roku 1901. Národní listy ho zpětně hodnotí jako jednoho z nejoblíbenějších tehdejších mladočeských poslanců rolnického původu.
V lednu 1927 oslavil se svou manželkou Bettou, rozenou Jeřábkovou, zlatou svatbu. Stále byl majitelem usedlosti v domovských Nespekách.
Zemřel 24. ledna 1932, pohřben byl ve strašnickém krematoriu.